# Amyciaea albomaculata
Amyciaea albomaculata är en spindelart som först beskrevs av O. Pickard-Cambridge 1874.  Amyciaea albomaculata ingår i släktet Amyciaea och familjen krabbspindlar. Inga underarter finns listade i Catalogue of Life.